# Nelson Frazier Jr.
Nelson Frazier jr. (Memphis (Tennessee), 14 februari 1971 – aldaar, 18 februari 2014) was een Amerikaanse professioneel worstelaar die vooral bekend was van zijn tijd bij World Wrestling Entertainment als Mabel, van 1993 tot 1996, Viscera, van 1998 tot 2000 en van 2004 tot 2007, en Big Daddy V, van 2007 tot 2008.

## Carrière
Nelson had vele bijnamen waaronder "Big Vis" en "The Worlds Largest Love Machine". Nelson begon zijn carrière bij WWE onder de naam Mabel waar hij deel uitmaakte van de "Men On A Mission". Als King Mabel nam hij het ooit op tegen Yokozuna, dit was de wedstrijd met het hoogste totaalgewicht ooit van twee worstelaars tegelijk. Yokozuna werd aangekondigd wegende 641 lb (291 kg) en King Mabel 568 lb (258 kg).
Later veranderde hij zijn naam in Viscera en stond hij een tijd centraal met zijn verhaallijn als "Lovesexmachine" met Lilian Garcia. In de jaren daarna worstelde hij bij de ECW onder de naam Big Daddy V. Op 8 augustus 2008 werd hij ontheven van zijn WWE-contract.
Later heeft Nelson een contract getekend bij de National Wrestling Alliance en worstelde daar onder zijn nieuwe worstelnaam King V.

## Overlijden
Frazier Jr. overleed in 2014 aan een hartaanval, vier dagen na zijn 43ste verjaardag.

## In worstelen
- Als Big Daddy V
  - Afwerking bewegingen
    - Ghetto Drop (Samoan drop, sometimes to an oncoming opponent)
    - Running pointed elbow drop pin

  - Kenmerkende bewegingen
    - Spinning side slam
    - Chokebomb pin
    - Corner body splash
    - Gorilla press drop
    - Open–handed chop to a cornered opponent
    - Side belly to belly suplex

- Als Viscera
  - Afwerking bewegingen
    - Sex Drive / Embalmer (Chokebomb pin)
    - VD – Viscera Drop (Running splash)

  - Kenmerkende bewegingen
    - Whirlwind of Love (Spinning side slam)
    - Corner body splash
    - Samoan drop, sometimes to an oncoming opponent
    - Spinning heel kick to an oncoming opponent
    - Viscagra (Amateur style back riding position with pelvic thrusts) – 2005–2007

- Als Mabel
  - Afwerking en kenmerkende bewegingen
    - Diving leg drop to the back of a facedown opponent's head
    - Side belly to belly suplex
    - Spinning heel kick to an oncoming opponent
    - Vertical splash, sometimes from the middle rope[42]
    - Bear hug
    - Corner body splash

- Managers en valets
  - Reggie B. Fine
  - "The Mouth of the South" Jimmy Hart
  - Oscar
  - Mo / Sir Mo
  - Mike Samples
  - George South
  - Matt Striker
  - Trish Stratus
  - Lilian Garcia

## Prestaties
- Memphis Wrestling
  - Memphis Wrestling Southern Heavyweight Championship (1 keer)

- Music City Wrestling
  - MCW North American Heavyweight Championship (1 keer)

- Ozarks Mountain Wrestling
  - OMW North American Heavyweight Championship (1 keer)

- Pro Wrestling Federation
  - PWF Tag Team Championship (2 keer met Bobby Knight)

- United States Wrestling Association
  - USWA Heavyweight Championship (1 keer)

- World Wrestling Council
  - WWC Universal Heavyweight Championship (1 keer)

- World Wrestling Federation
  - WWF Hardcore Championship (1 keer)
  - WWF Tag Team Championship (1 keer met Mo)
  - King of the Ring (1995)

- Wrestling Observer Newsletter awards
  - Worst Feud of the Year (2007) vs. Kane
  - Worst Tag Team (1999) met Mideon
  - Worst Worked Match of the Year (1993) met Mo en The Bushwhackers vs. The Headshrinkers, Bastion Booger en Bam Bam Bigelow op Survivor Series

- X Wrestling Federation
  - WF Heavyweight Championship (1 keer)